# Christian Kautz
Christian Kautz (Bruxelles, 23 novembre 1913 – Bremgarten bei Bern, 4 luglio 1948) è stato un pilota automobilistico svizzero.

## Biografia
Figlio di un milionario svizzero, Christian Kautz iniziò a correre per la Mercedes-Benz nel 1936. Nel 1938 passò alla Auto Union,con cui prese parte a tre Gran Premi. Interrotta l'attività sportiva a causa dello scoppio della Seconda guerra mondiale, Kautz divenne tester per la Lockheed negli USA. A guerra finita, riprese a correre con vetture Maserati, ma rimase ucciso in un incidente di gara al Gran Premio di Svizzera del 1948, alla guida di una Maserati 4CL.

## Riepilogo risultati

### Vittorie principali
| Anno | Gran Premio             | Circuito | Vettura      | Resoconto |
| ---- | ----------------------- | -------- | ------------ | --------- |
| 1947 | Gran Premio della Marna | Reims    | Maserati 4CL | Resoconto |